# Hirschzecke
Die Hirschzecke (Ixodes scapularis), auch Rehzecke oder Schwarzbeiniger Holzbock genannt, ist eine in den USA lebende Zeckenart aus der Familie der Schildzecken. Sie ist bekannt als Überträgerin der Lyme-Borreliose und der Babesiose in den USA.

## Beschreibung
Die Hirschzecke ist etwa 3 mm groß und hat eine dunkelbraune bis schwarze Farbe. Die ausgewachsenen Zecken weisen einen deutlichen Geschlechtsdimorphismus auf. Der beim Männchen den ganzen Körper überdeckende Schild ist dunkel, fast schwarz gefärbt. Beim Weibchen verdeckt der Schild ebenso wie bei anderen Zeckenarten nur die vordere Körperpartie. Der hervorstehende hintere Körperteil ist orange bis rötlich gefärbt.
Das Genom der Hirschzecke wurde 2008 gemeinsam vom Broad Institut und J. Craig Venter Institut sequenziert. Die etwa 2,1 Milliarden Basenpaare codieren für circa 20.500 Gene.

## Vorkommen

Verbreitungsgebiet der Hirschzecke in Nordamerika

Die Hirschzecken kommen nur in Nordamerika vor und werden dort deer tick und in manchen Gegenden auch bear tick genannt. Sie sind äußerlich kaum von dem in Europa beheimateten Holzbock (Ixodes ricinus) zu unterscheiden und wurden daher im 19. Jahrhundert oft mit diesem in eine gemeinsame Art gestellt. Erst 1911 wurden die Hirschzecken als eine eigene Unterart Ixodes ricinus var. scapularis vom Holzbock unterschieden und später wieder als eigene Art anerkannt. Der deutschsprachige Name Hirschzecke wurde aber in Europa vielfach weiterhin auf Ixodes ricinus, den Gemeinen Holzbock, übertragen, weil dieser ebenfalls auf Säugetieren wie Hirsch und Reh parasitiert. Dies führt bis heute oft zu Verwechslungen.

## Entwicklung
Die Hirschzecke durchläuft wie alle anderen Schildzecken einen Entwicklungszyklus. Dabei entwickelt sie sich in drei Stadien von der Larve über die Nymphe bis hin zur adulten Zecke. Für jedes Stadium benötigt sie eine Blutmahlzeit. Im letzten Stadium als adulte Zecke entnehmen die Weibchen dem Wirt so viel Blut, bis sie ungefähr das 50- bis 100-fache ihres Eigengewichts haben. Danach legen sie ihre Eier ab und verenden.

## Lebensweise

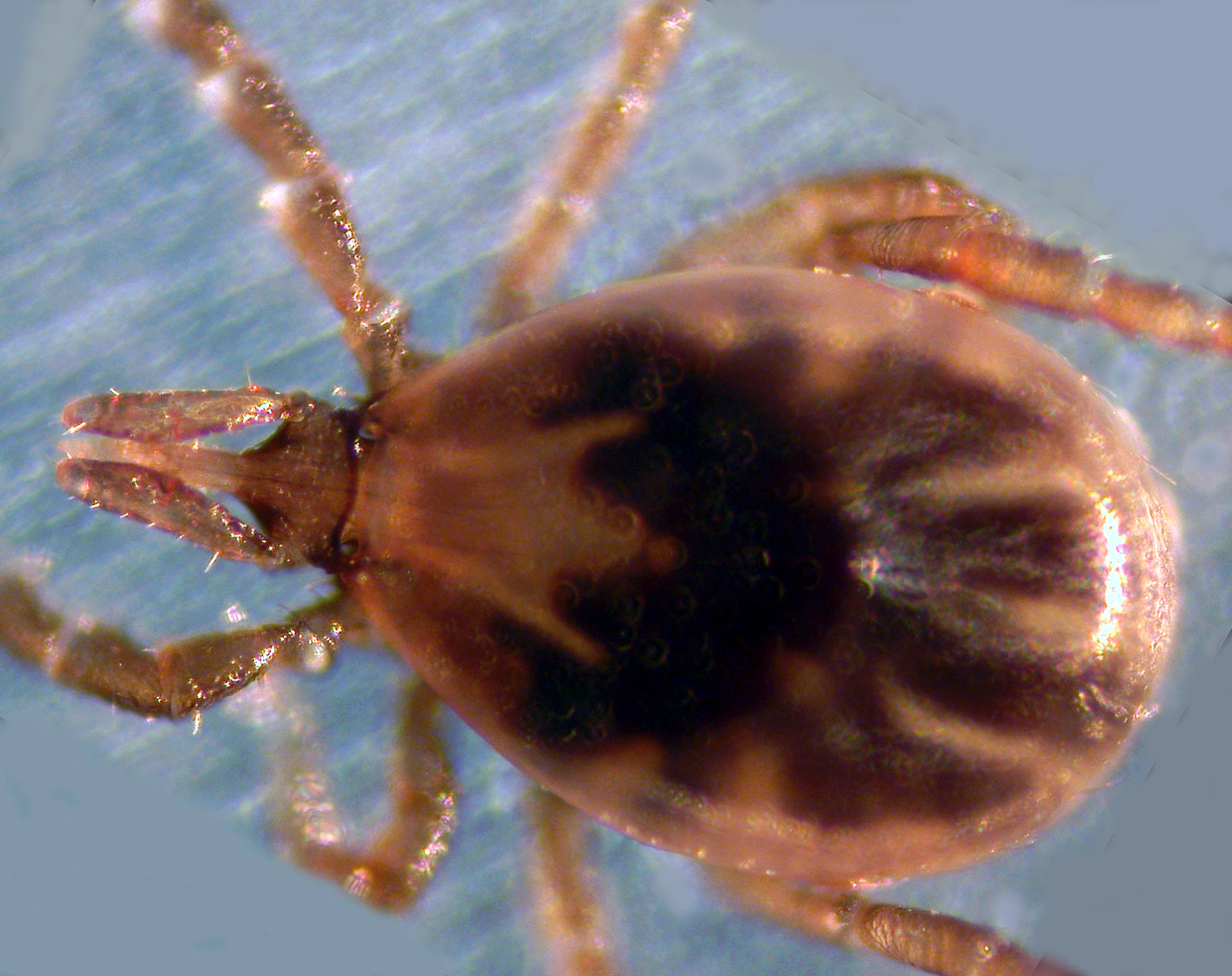
Stark vergrößerte männliche Hirschzecke

Larven und Nymphen parasitieren an kleinen Säugetieren. Die adulten Zecken saugen an größeren Säugetieren, vorzugsweise an Weißwedelhirschen, jedoch auch Hunden und Katzen. Der Mensch kann ebenfalls befallen werden.

## Krankheitsüberträger
Ebenso wie der Gemeine Holzbock kann die Hirschzecke die für den Menschen gefährlichen Krankheiten Lyme-Borreliose (Erreger: Borrelien) und Frühsommer-Meningoenzephalitis (FSME, Erreger: FSME-Virus) übertragen. Auch das in den Vereinigten Staaten vorkommende Powassan-Virus, das ebenfalls zur Familie der Flaviviren gehört, wird durch die Hirschzecke übertragen.
Hirschzecken besitzen ein Gen Dae2 (Dae: englisch domesticated amidase effector), das sie immun macht gegen für sie tödliche Bakterien auf der menschlichen Haut (wie Staphylococcus epidermidis); Dae2 kodiert ein Protein, das sich im Speichel und im Darm der Zecken findet. Das Gen stammt ursprünglich selbst von Bakterien (Tae, type VI secretion amidase effector), mit denen diese unliebsame bakterielle Konkurrenten unterdrückt haben, und ging offenbar später per horizontalem Gentransfer auf die Zecken über. Dae2 wirkt zwar gegen für die Zecken schädliche Bakterien, entgegen ursprünglichen Erwartungen der Forscher aber nicht gegen die für sie ungefährlichen Borrelien.